# Micaela Martins Jacintho
Micaela Martins Jacinto (Miracema, 12 giugno 1979) è un'ex cestista brasiliana.

## Carriera
Con il Brasile ha disputato i Giochi olimpici di Pechino 2008, due edizioni dei Campionati mondiali (2002, 2006) e sei dei Campionati americani (2001, 2003, 2005, 2007, 2009, 2011).